# Большая Кша
Большая Кша — река в России, протекающая в юго-западной части Мордовии. Устье реки находится в 440 км по левому берегу реки Суры. Длина реки — 39 км, площадь водосборного бассейна — 602 км².

## Данные водного реестра
По данным государственного водного реестра России относится к Верхневолжскому бассейновому округу, водохозяйственный участок реки — Сура от Сурского гидроузла и до устья реки Алатырь, речной подбассейн реки — Сура. Речной бассейн реки — (Верхняя) Волга до Куйбышевского водохранилища (без бассейна Оки).
Код объекта в государственном водном реестре — 08010500312110000036753.